# Парадокс на дядото
Парадоксът на дядото е хипотетичен парадокс в случай на пътуване във времето, описан в сегашния си вид за първи път от Рьоне Баржавел в книгата му „Неблагоразумният пътешественик“ (Le Voyageur Imprudent). Парадоксът гласи следното: ако човек пътува назад във времето и убие дядо си, преди последният да е срещнал бабата на пътешественика във времето, то един от родителите на пътешественика, следователно и самият той, никога не е бил роден. Тоест той никога не се е върнал във времето и дядо му е жив, а за да убие дядо си, пътешественикът все пак е съществувал. Така изглежда, че от всяка възможност следва нейното отрицание, което създава логичен парадокс.
Често се смята, че при тези обстоятелства раждането на пътешественика става невъзможно, но парадоксът се отнася по-скоро до невъзможността да се пътува назад във времето.
Подобен парадокс (автоинфантицид) разглежда ситуация, при която човек убива себе си като бебе.